# 卡門·魯花娜
卡門·魯花娜（英語：Carmen Luvana，1981年8月23日—），出生在紐約，是一名前美國色情女演員。

## 早年生活
1981年8月23日，魯花娜在紐約布魯克林區出世，當她5歲的時候，她們一家搬到波多黎各居住。其後，她18歲時搬到邁阿密並開始在當地的脫衣舞俱樂部擔任舞者。

## 演藝生涯
2001年，魯花娜正式進軍色情業。她首次無套演出是在《更骯髒的德布塔特絲#211》。最初，她是數碼罪惡/新感覺的合約女孩，但現在則隸屬於亞當與夏娃性玩具的姊妹公司亞當與夏娃影片。此外，她最愛的口頭禪是Ay Puñeta。
魯花娜最初並沒有拍攝肛交片，並說道她不會做任何讓自己感到不舒服的事。然而，她在私底下嘗試過後卻發現自己其實是喜歡的，因此她在《完美的秘書》（The Perfect Secretary）中首次作肛交演出。
2006年6月15日，魯花娜在霍華德·斯特恩色情美女明星大賽中擊敗泰勒·沃恩和泰倫·托馬斯贏得王冠。
2007年12月，魯花娜宣佈2008年將會是她最後一年參演成人電影，在色情業界待了六年的她說道：「我不想再被叫作女孩，我待在業界很久了，支持者看到我也會感到厭倦。」

## 私人生活
截至2007年，魯花娜都一直在佛羅里達州居住。
魯花娜稱自己是雙性戀。

## 獎項
- 2003 XRCO獎（英语：XRCO Award）—最佳新晉小女星[11]
- 2003 移動之夜—最佳新晉小女星[12]
- 2004 XRCO獎—最佳女同性戀性行為場景（與珍娜·詹姆森）[13]
- 2004 KSEX電台獎（英语：KSEX）—熱門KSEX騎士裸體，聽眾選擇獎 [14]
- 2006 成人媒體和娛樂支持者大獎（英语：F.A.M.E. Award）—最受喜愛的小女星口部[15]

## 部分作品

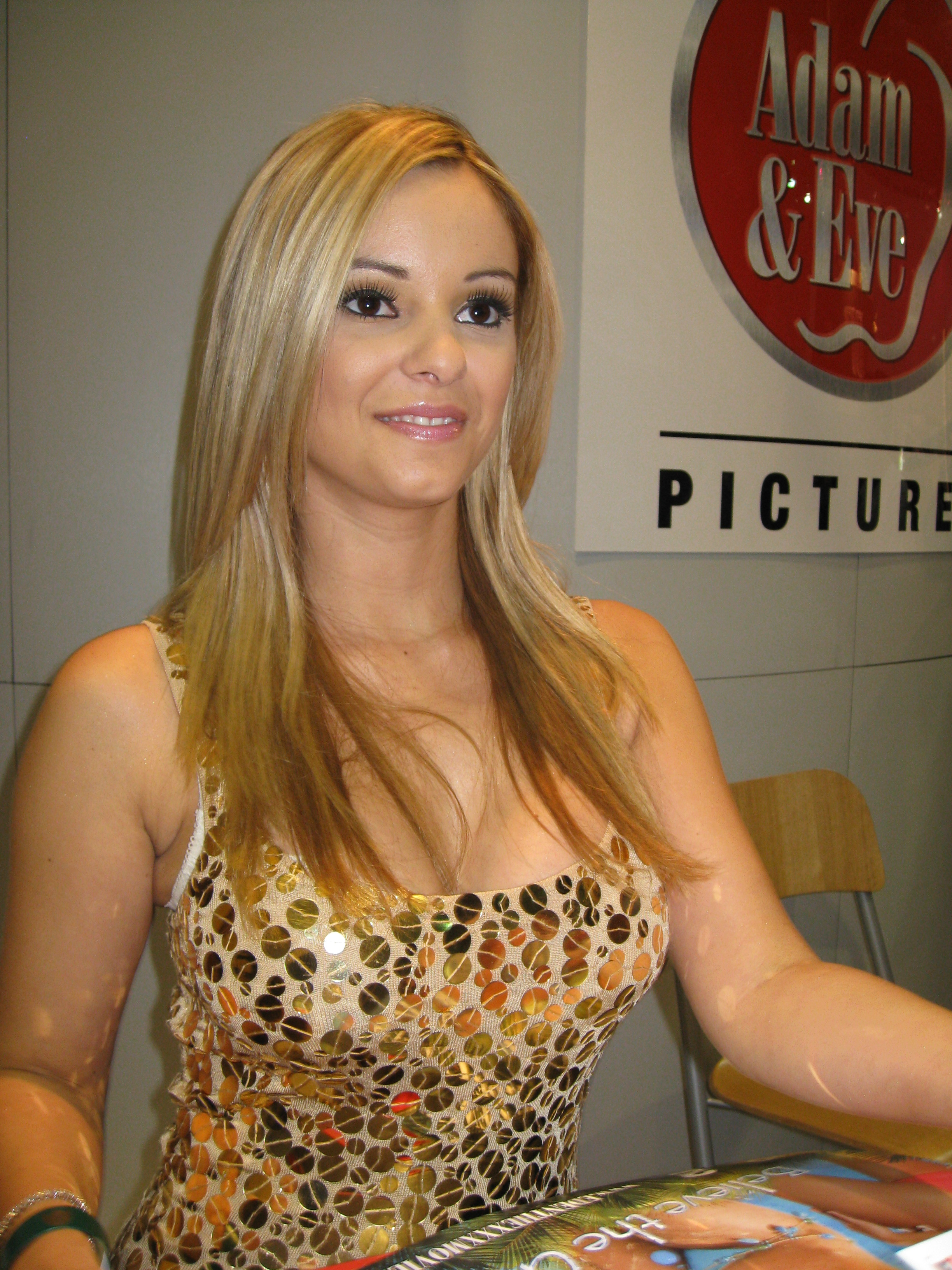
卡門·魯花娜在2008年AVN成人娛樂博覽會上

| 年份 | 片名                                               |
| ---- | -------------------------------------------------- |
| 2007 | 卡門沾污（Carmen Inked）                           |
| 2006 | Latin Love Dollz                                   |
| 2005 | 海盜                                               |
| 2003 | 以性橫越美國：第九站波多黎各                       |
| 2001 | 西班牙飛入女陰尋寶 5（Spanish Fly Pussy Search 5） |

## 外部連結
- 官方网站
- 卡門·魯花娜的X（前Twitter）
- 卡門·魯花娜的Facebook專頁
- 卡門·魯花娜的Instagram帳戶
- 卡門·魯花娜在互联网电影资料库（IMDb）上的資料（英文）
- 卡門·魯花娜在網際網路成人電影資料庫
- 成人電影資料庫上卡門·魯花娜的资料（英文）
- 2006 FAME Awards hosting bio